# تورگر نرگورد
تورگر نرگورد (انگلیسی: Torger Nergård؛ زادهٔ ۱۲ دسامبر ۱۹۷۴) ورزشکار کرلینگ اهل نروژ است.